# Ubica (strip)
Ubica je strip epizoda Dilan Doga objavljena u Srbiji u svesci #196. u izdanju Veselog četvrtka. Na kioscima se pojavila 16. februara 2023. Koštala je 350 din (2,9 €; 3,3 $). Imala je 94 strane.

## Originalna epizoda
Originalna epizoda pod nazivom L'uccisore objavljena je premijerno u #405. regularne edicije Dilana Doga u Italiji u izdanju Bonelija. Izašla je 4. juna 2020. Koštala je 4,4 €. Scenario je napisao Roberto Rekioni, a epizodu su nacrtali Đorđo Pontreli (str. 5-88) i Korado Roi (str. 89-98). Naslovnu stranu nacrtao Điđi Kavenađo.

## Kratak sadržaj
Serija ubistava potresa London. Dilan se nalazi u vili lorda Velsa. Lord je finansirao aplikaciju za ljubavne sastanke. Ubistva se dešavaju baš kada se dvoje sretnu preko ljubavne aplikacije. Dilan optužuje Velsa da je rasista, što on na kraju i priznaje. Iako je Blok ubeđen da je Lord ubica, Dilan tvrdi da nema dokaza za takvu optužbu. Istražujući samostalno ubistva, Dilan dolazi do knjige slavnih komičara u kojima nailazi na knjigu o Gruču Marksu, slavnog američkog komičara koji se proslavio u filmovima o Braći Marks. Na sastanku sa inspektorkom Ranijom (s kojom je danas rastavljen) Dilan izlaže teoriju po kojoj je ubica upravo Gručo. Do tog zaključka je došao analizirajući komičara i načine na koji su ubijene žrtve. Na sastanku sa Blokom i Karpenterom otkrivaju da je komičar Gručo umro 1977. godine. Dilan zaključuje da je ubica neko ko imitira Gruča. Karpenter, Ranija i Dilan odlaze u prostorije „Društva Alter Ega“ i tamo se raspituju za imitatore Gruča. Saznaju da postoje čak tri osobe koje imitiraju Gruča. Istražujući dalje, Dilan dolazi do kuče u kojoj je živeo jedan od imitatora i zatiče ga mrtvog (unakaženog u drvenoj kutiji). Sa guščjim perom koje je dobio na poklon od Ranije, Dilan počinje da piše autobiografiju, ali tokom noći sreće Gruča i ulazi u drugu dimenziju u kojoj sreće samog sebe iz paralelnog sveta. Nakon buđenja odlučno kreće da uhvati ubicu.

## Dilan Dog 666 - Post-meteorski ciklus
Ovo je peta sveska post-meteorskog ciklusa, kojim je resetovan serijal. Prvih šest epizoda serijala vodi se pod nazivom Dilan Dog 666. Tih prvih šest epzioda su prerađene verzije prvih šest epizoda koje su u Italiji objavljene 1986. godine. Ova epizoda predstavlja preradu 5. epizode Ubice, koja je u bivšoj Jugoslaviji objavljena 1987. godine.

## Premijerno izdanje ove epizode
Veseli četvrtak je već ranije (20.10.2022) objavio ovu epizodu kao kolekcionarsko izdanje u boji na A4 formatu pod nazivom Dilan Dog 666 (Prvi tom i Drugi tom).

## Prethodna i naredna epizoda
Prethodna sveska nosila je naslov Ana zauvek (#195), a naredna Poslednji smeh (#197).